# Радио Африка 1
Радиостанция «Африка-1» — одна из крупнейших коммерческих радиостанций в западноафриканском регионе. Крупнейшие отделения — в Либревиле и Ямусукро.

## Вещание
Radio Africa 1 осуществляет вещание на французском языке на территории ряда стран Западной и Центральной Африки, а также во Франции. Основной контент радиостанции — информационные выпуски, национальная и популярная музыка.
На Radio Africa 1 выпускаются также и разговорные передачи, посвященные проблемам Африканского континента. Информационные выпуски выходят раз в полчаса в течение среднеафриканского рабочего дня (с 7:30 и до 16:30). Информационные передачи готовятся в местных редакциях, музыкальный контент передается из студии в Конго.
Среднесуточная аудитория Radio Africa 1 составляет 30 миллионов человек.

## История
История Radio Africa 1 начинается в 1974 году, когда президент Габона Омар Бонго Ондимба принял решение о создании редакции международных программ на французском языке в Либревиле. Гористый пейзаж страны позволил установить передающую антенну (на рис.) на возвышенности, в результате чего вещание охватило часть соседних стран.

Либревильский офис Radio Africa 1

В 1979 году станция была приватизирована. 
В 1981 г. редакция международных программ была продана французской компании SOFIRAD. После последней продажи[когда?] рейтинги радиостанции стали резко подниматься, станция стала самой крупной в своем регионе.